# Рахель Блувштейн

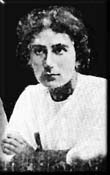
Рахель

Рахель (Рая) Блувштейн (Села) (відома за своїм підписом Рахель; 20 вересня 1890, Саратов, Російська імперія — 16 квітня 1931, Тель-Авів) — єврейська поетеса. Писала на івриті. Перша жінка, що отримала широке визнання у єврейській поезії.

## Біографія
Батько Ісер-Лейб Блувштейн, син полтавського купця, у 8 років був викрадений і відданий у кантоністи. Брав участь у Кримській війні, дослужився до звання прапорщика та командира роти, здобув право жити за смугою осілості. У Полтаві був старостою синагоги (ймовірно військової).  Мати Софія Мендельштам, донька київського рабина, сестра Леона та Веніаміна Мендельштам, була на 20 років молодшою за чоловіка.
Точне місце народження невідоме. Згідно Єврейської енциклопедії, вона народилася в Саратові, а згідно біографії Інституту перекладу єврейської літератури — у Вятці.  У віці 10 років її родина переїхала до Полтави, де минули її дитинство та юність. Навчалася в єврейській школі з викладанням російською мовою і брала перші приватні уроки івриту; там же познайомилася з В. Г. Короленко. З 15 років писала вірші російською мовою. З дитинства у Рахель були слабкі легені, і її посилали в Крим на лікування. Закінчивши школу, Рахель разом з молодшою сестрою Шошею поїхала вчитися до Києва (Рахель - живопису, Шошанна - літературі і філософії).
Під впливом старшого брата Я. Блувштейн (1880-1935; згодом відомого просвітителя) сестри долучилися до сіонізму і в 1909 р з Одеси морем через Стамбул вирушили в Ерец-Ісраель. Вони оселилися в Реховоті, де почали вивчати іврит, і Рахель вирішила більше ніколи не говорити російською. З осені 1910 р Рахель у складі сільськогосподарської бригади працювала на оливкових плантаціях біля гори Кармель, з квітня 1911 р стала ученицею сільськогосподарської навчальної ферми на озері Кінерет, тут познайомилася з А. Д. Гордоном. У 1913 р поїхала вчитися на агронома в Тулузу (Франція), звідки влітку їздила в Італію брати уроки живопису (в Римі жив тоді її брат Яків). Рахель з відзнакою закінчила університет і поїхала відвідати родичів в Росію, звідки через початок 1-ї світової війни не змогла виїхати. Працювала з дітьми єврейських біженців у Бердянську та Саратові, була вчителькою, потім жила у рідних в Одесі. Під час війни заразилася туберкульозом легень. Під час війни, живучи в Одесі, Рахель публікувала в різних єврейських виданнях, зокрема в тижневику "Єврейська думка", переклади з івриту (в тому числі вірші Я. Фіхмана, З. Шнеура, прозу Х. Н. Бялика) і свої російські вірші й нариси про Ізраїль.
Після завершення війни першим же судном ("Руслан", кінець 1919 р.) Рахель покинула Росію. Гроші на квиток були зібрані на благодійному вечорі, влаштованому для неї в одеській синагозі з дозволу рабина. Рахель  працювала агрономом в кібуці Даганія, але в зв'язку з загостренням хвороби була змушена переїхати в Єрусалим, де працювала вчителькою в школі для єврейських дівчаток зі східних громад. Однак розвиток хвороби унеможливило спілкування Рахель з дітьми, тому вона повернулася в Даганію і виконувала посильну роботу. Кінець життя важко хвора Рахель провела в самотності, переїжджаючи з міста в місто в пошуках сприятливого клімату (в Єрусалимі, Цфате, Тель-Авіві і в санаторії для легеневих хворих в Хадері). Померла Рахель в тель-авівській лікарні "Хадасса", похована на березі Тиверіадського озера.

## Творчість

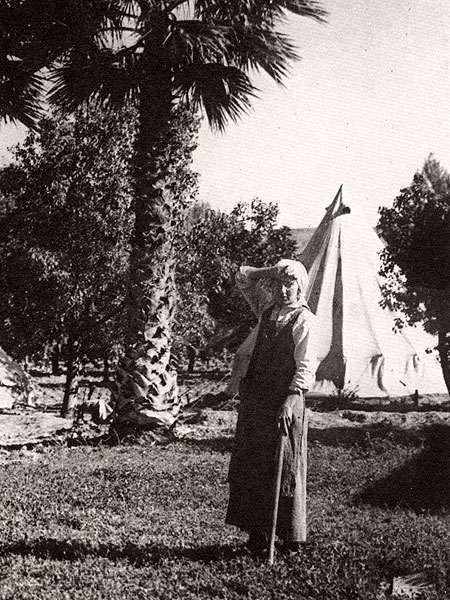
Рахель в кібуці Деганія 1919-1921 рік

Перший вірш Рахель на івриті "Халох нафеш" ("Настрій") опубліковано у часописі "Ха-Шіллоах" (№37, 1920). З того часу вона регулярно публікувала вірші на сторінках періодичної преси, з 1925 р - головним чином в "Давар", з співробітниками якого Б. Кацнельсоном, З. Рубашовим (Ш. З. Шазаром), М. Бейлінсоном її пов'язувала тісна, багаторічна дружба.
Вийшли в світ три збірки віршів Рахель: "Сафіах" (1927), "Мі-негед" ("З того боку", 1930) і "Нево" (1932, посмертно). Рахель була однією з перших єврейських поетес, які писали на відродженому івриті (разом з Елішевою і Естер Рааб), тобто з використанням нової лексики і сефардської  вимови. Її іврит засновувася на з розмовній мові та Біблії. Рахель писала короткі вірші елегійного характеру, пройняті то смиренням, то гіркотою і болем перед близьким кінцем. Реальність, не обіцяючи нічого в майбутньому (у Рахель не було сім'ї), відсилає поетесу до спогадів, і це улюблений прийом побудови її віршів. Іншою їх особливістю є протиставлення: мрії і реальності, сна природи взимку і відродження навесні, байдужість коханого за життя героїні і його туга і прагнення до неї після її смерті. Образ гори Нево, з якої Мойсей дивився на Обітовану землю з Зайордання, знаючи, що йому не судилося в неї увійти, став наскрізним у віршах Рахель, символом нездійсненної мрії, і підказав назву двом останнім її збірників - "З того боку" і "Нево". Біблійні алюзії взагалі займають значне місце в поезії Рахель. У персонажах Біблії вона бачить сестер і братів по трагічній долі.
Крім віршів, Рахель опублікувала ряд критичних нарисів, переважно на літературні теми, а також перекладала на іврит вірші з російської(О. Пушкін, А. Ахматова, С. Єсенін, М. Шкапський і інші) та французької (П. Верлен, Ф . Жамма, М. Метерлінк і інші) мов.

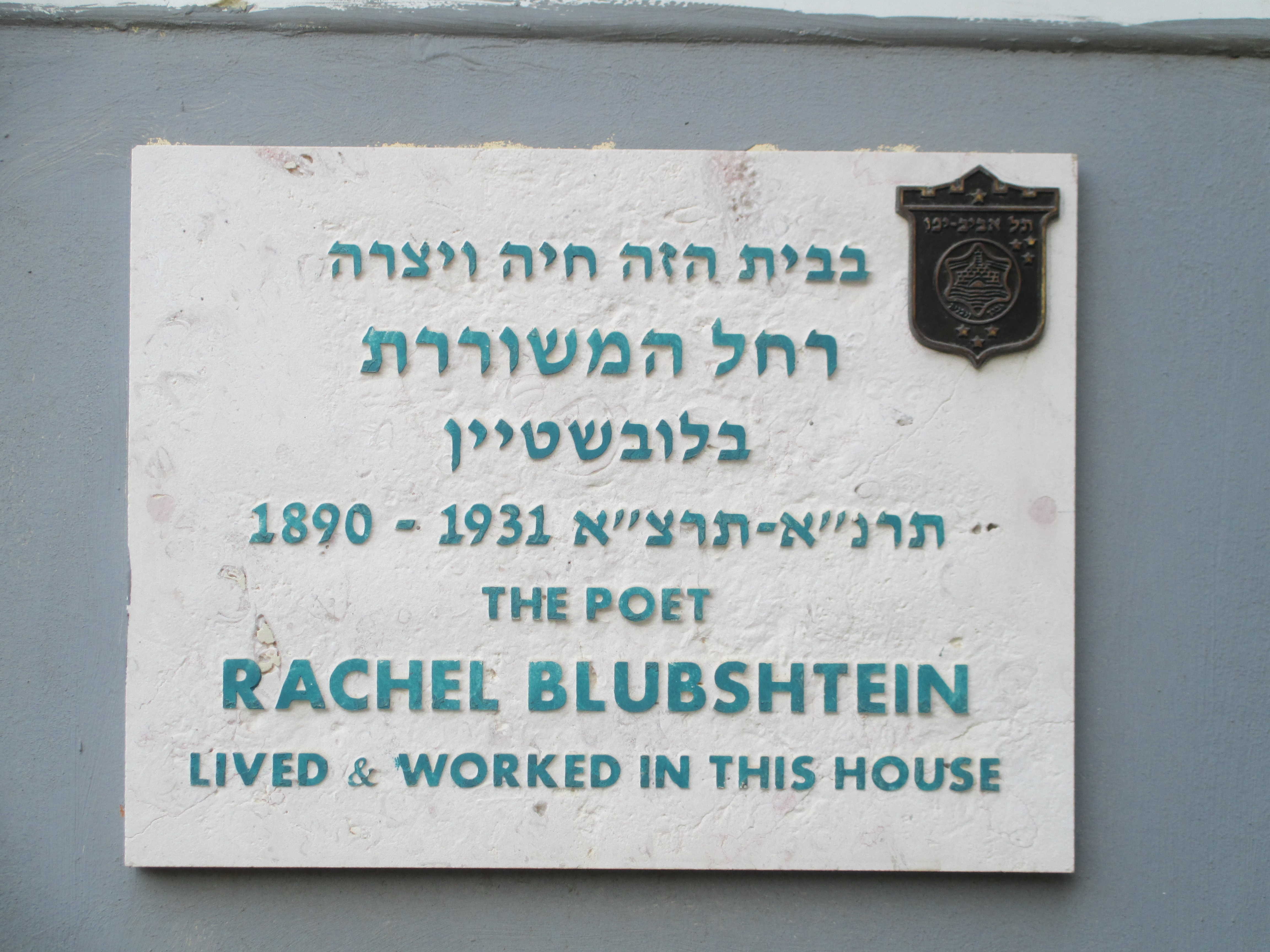
Меморіальна дошка в Тель-Авіві, на будинку в якому мешкала Рахель

Багато її віршів покладено на музику і входить до репертуару ізраїльських співаків. Вірші Рахель входять до ізраїльської шкільної програми та перекладені багатьма мовами (англійською, арабською, баскійською, польською, італійською, чеською, угорською, українською, есперанто та іншими).

## Вшанування пам'яті

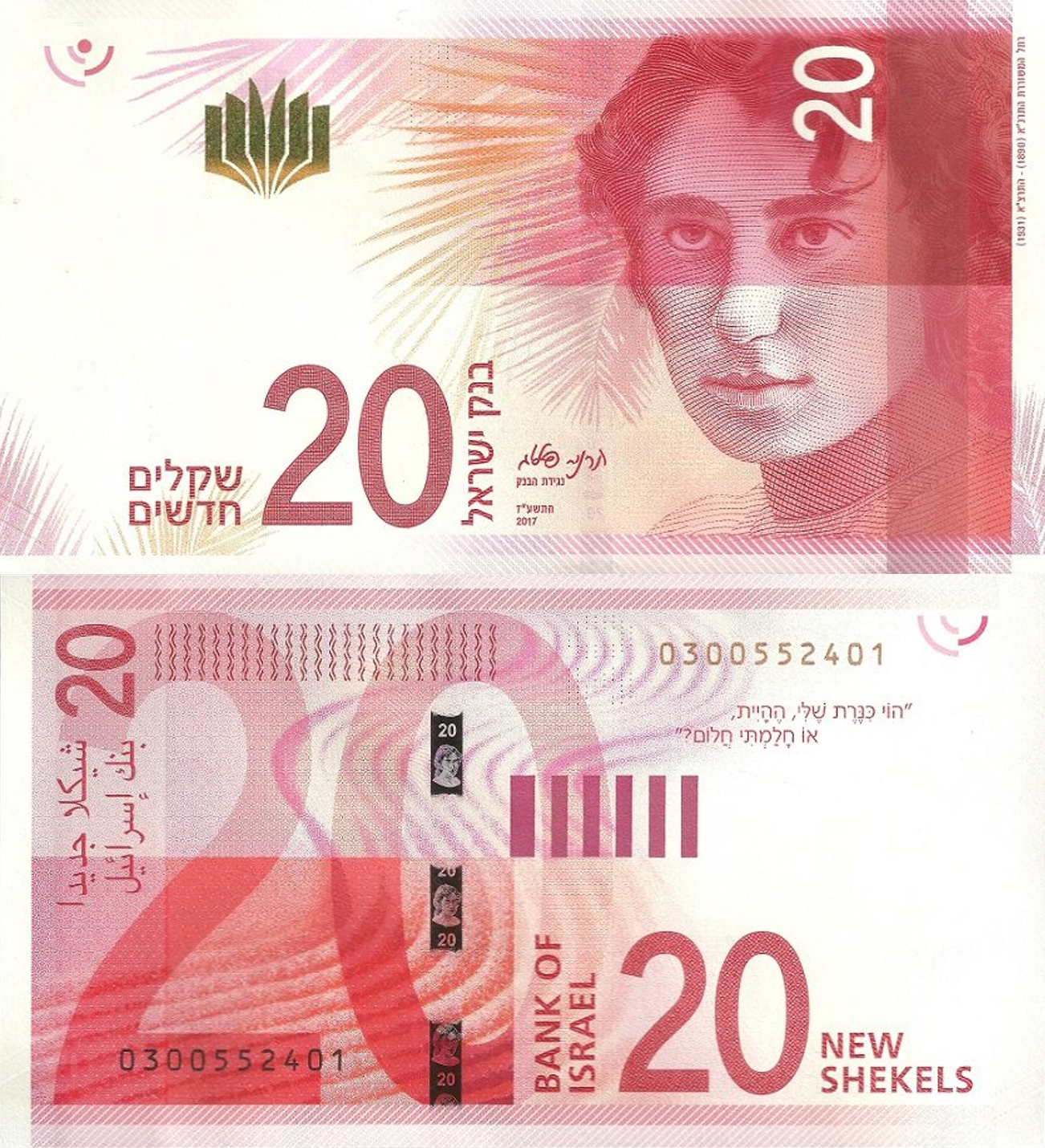

На її честь названі вулиці в Єрусалимі, Петах-Тікві, Ашкелоні, Хайфі, Рамле, Тель-Авіві. До її імені зазвичай додають «поетеса», щоб відрізнити від праматері Рахилі (Рахілі). Є вулиця «Рахель» в Реховоті, на цій вулиці знаходиться будинок, де жила поетеса. В Тель-Авіві, в будинку на вулиці Бограшова, де Рахель жила останні роки встановлена меморіальна дошка.
19 лютого 1991 року в Ізраїлі було випущено марку з її зображенням.
Портрет Рахель Блувштейн та цитати з її віршів розміщено на банкноті в 20 шекелів серії С
У 2016 році Google створив тематичний дудл до 126-ї річниці від дня її народження.